# Call of Duty: Ghosts
Call of Duty: Ghosts је пуцачина из првог лица коју је развио Инфинити вард, а објавио Активижн. Ово је укупно десети главни наслов у серијалу Call of Duty и шести који је развио Инфинити вард. Игра је објављена за платформе Windows, PlayStation 3, Xbox 360 и Ви ју, датума 5. новембра 2013. Касније је игра била доступна и на најновијим конзолама, PlayStation 4 и Xbox One.
Ghosts је добио генерално позитивне критике. Највећи плус је свакако концепт мултиплејера и увод у игрину нову модификацију Extinction. Највише замерки је било на рачун сингл-плејер кампање (нарочито на њен завршетак), понављање старијих коцепата и благе новине у самом игрином гејмплеју.